# Tallers Mañach
Els Tallers Mañach són un edifici industrial de Gràcia catalogat com a bé amb elements d'interès (categoria C).

## Història

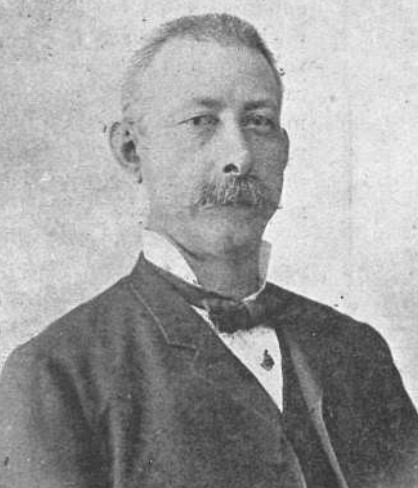
Salvador Mañach i Trias

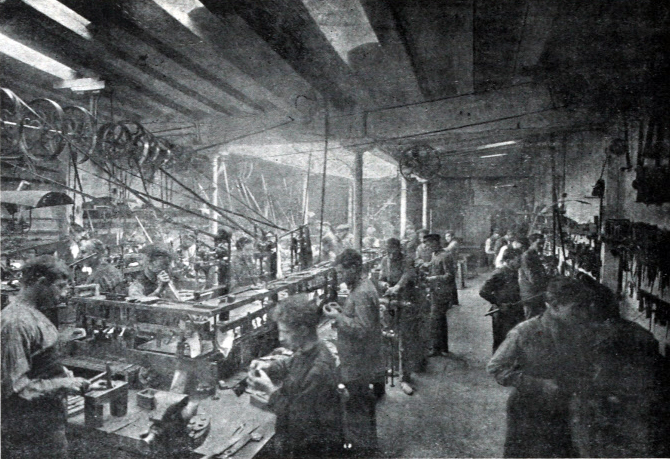
Interior dels tallers Mañach al carrer del Marquès de Barberà

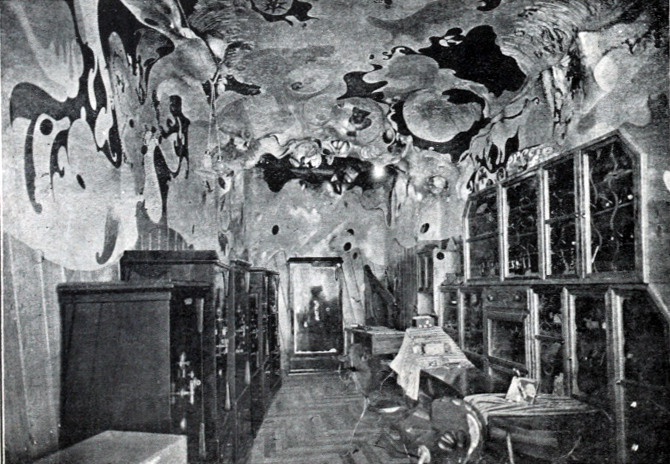
Interior de la botiga Mañach al carrer de Ferran

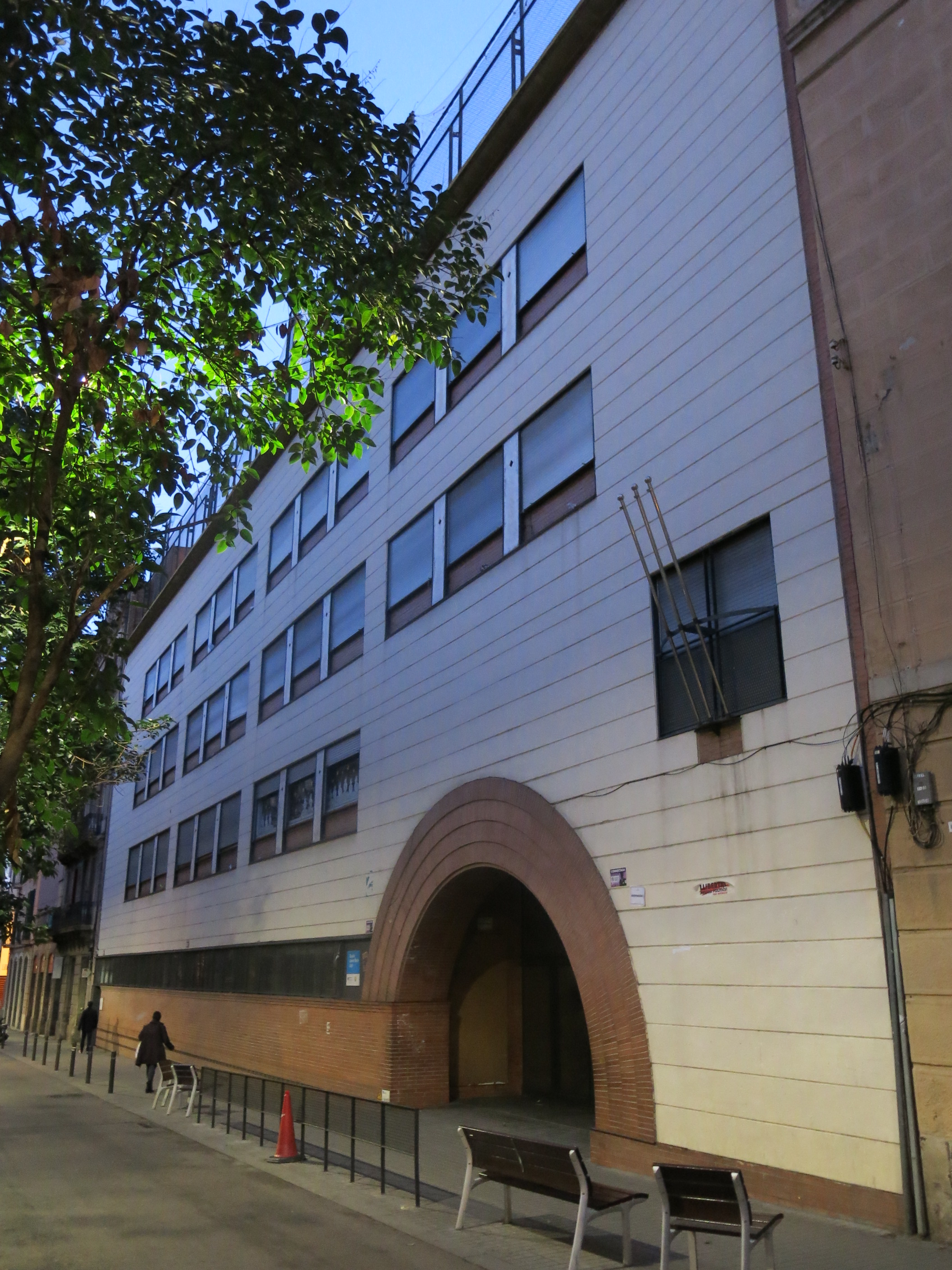
Façana de l'escola Jujol al carrer de la Riera de Sant Miquel

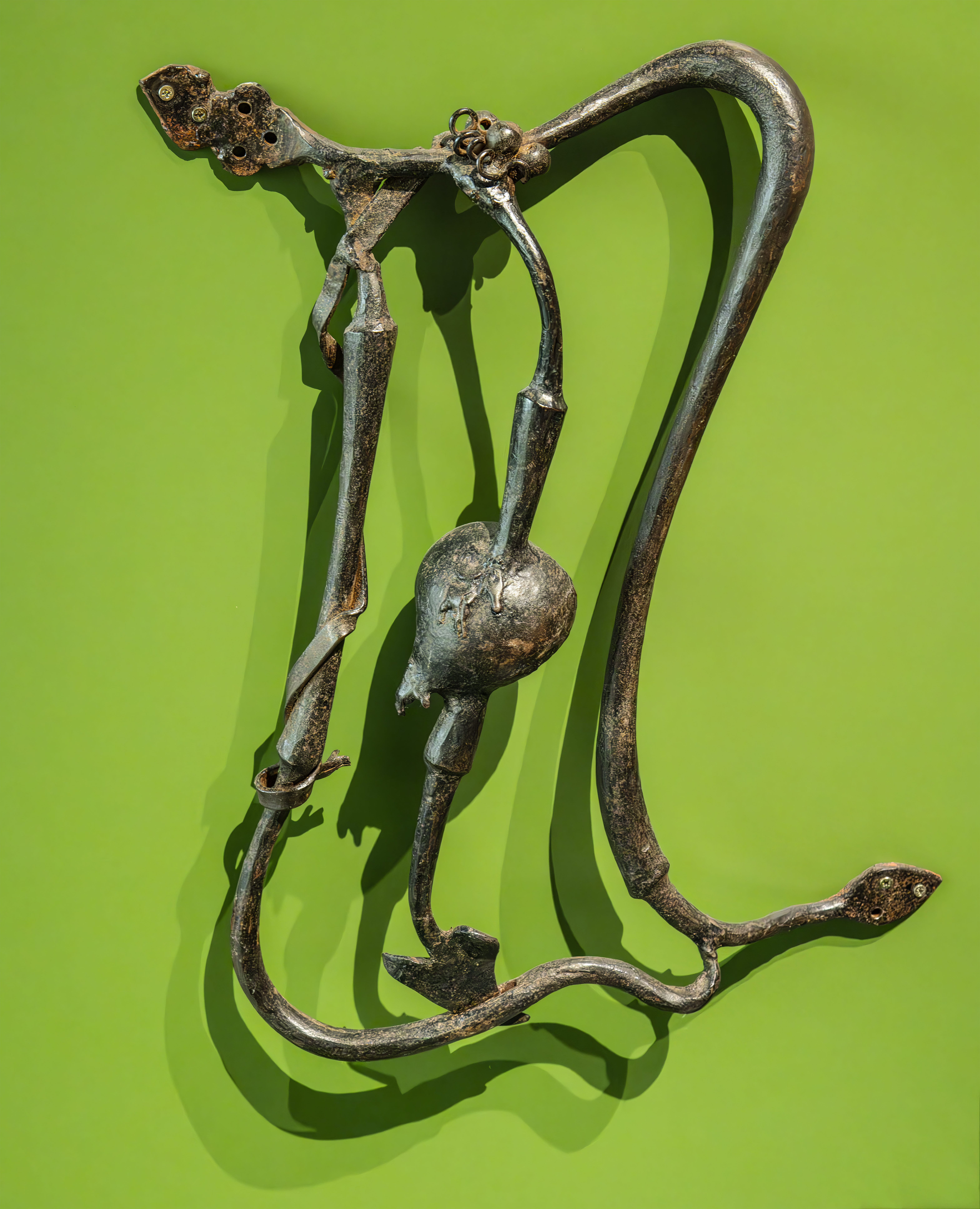
Mànec de ferro forjat - Josep Maria Jujol (MNAC)

Salvador Mañach i Trias (Besalú, 1825 - Barcelona, 1904) va aprendre l'ofici de serraller a Figueres, i s'establí a Barcelona, on treballà a la fàbrica de pianos Boisselot i Cia. Després d'una estància a París, cap al 1857 tornà a Barcelona, on seria director del taller d'Isidre Codina i Cia al carrer de l'Aurora, 12. Tanmateix, el negoci no va funcionar, i abans del 1860 va establir el seu propi taller al carrer d'en Robador, 41:
| « | Gran taller de cerrajería, montada á la altura de las principales del extranjero, ùnico en España de su clase. Especialidad en toda clase de cerrajas de seguridad de bomba Gorge, y secretos alfabéticos. Artículos para pianos. Colocacion de campanillas. Construccion de máquinas de agujerear, de serrar y todas las que vayan a pedal; de arcas de hierro para guardar valores, de un nuevo sistema, por el cual no es necesario llevarse la llave, sino que quede guardada en dicha caja por una combinacion alfabética; de cocinas económicas de varias clases para guisar y planchar. Indicadores para fondas, baños y otros establecimientos, y toda clase de obra perteneciente al ramo de cerrajeria. D. Salvador Mañach. | » |

Es presentà a l'Exposició Industrial de Barcelona del 1860, on rebé els elogis del cronista Orellana, i fou l'introductor de les claus de tiges d'acer amb forma de serra, que substituïren les de ferro forjat. El 1866 es va traslladar a un nou taller al carrer del Marquès de Barberà, 9, i presentà les seves caixes fortes amb pany de combinació a l'Exposició Universal de París de 1867. El 1880 ingressà a l'Reial Acadèmia de Ciències i Arts de Barcelona, on el 1883 presentà un pany anomenat «bomborga numeradora», que registrava les vegades que havia estat obert, i que meresqué la concessió d'una patent i la medalla d'or a l'Exposició Universal de Barcelona de 1888.
A la seva mort el 1904, fou succeït pel seu fill Pere Mañach i Jordi (1870-1940), i el 1906, el negoci passà a dir-se «Casa Mañach, Successora de S. Mañach i T.», tot incorporant la foneria i nous dissenys de pestells i caixes de seguretat, així com accessoris elèctrics (interruptors, borns, peces d'enllaç, suports per a fusibles, etc.) El 1911, Pere Mañach va obrir una nova botiga al carrer de Ferran, 57, i n'encarregà el dissseny i la decoració a l'arquitecte Josep Maria Jujol, deixeble i ajudant d'Antoni Gaudí, per a qui va fer els tiradors de les portes de la casa Milà. El 1916, va encarregar a Jujol el projecte d'un nou taller a Gràcia, construït entre aquesta data i 1918, on la creativitat de l'arquitecte es posà de manifest en inesperades solucions plàstiques, com les lluernes i els contrapesos, que adquireixen categoria d'objectes escultòrics.
El 1931, durant un conflicte laboral, Mañach va patir diversos atemptats i la fàbrica fou atacada amb explosius. Posteriorment, l'empresa canviaria de nom a Metalúrgica Mañach, i el 1979 vengué la fàbrica a l'Ajuntament de Barcelona per a convertir-la en escola, que rebé el nom de Josep Maria Jujol. Entre els anys 1985 i 1987, els arquitectes Jaume Bach i Gabriel Mora van construir-hi un nou edifici amb quatre plantes i una pista poliesportiva al terrat, que integrava els tallers com a zona d'esbarjo. La restauració va ser complexa, ja que l'estructura metàl·lica es trobava en mal estat, fet que va obligar a substituir-la o reforçar-la (depenent dels casos), i es van haver de restaurar i impermeabilitzar totes les voltes, els contraforts d'obra vista i les lluernes. Aquesta obra va ser guardonada amb el premi FAD d'arquitectura 1987.

## Descripció
Es tracta d'una sèrie de naus amb coberta de dents de serra, feta amb voltes atirantades i formades per tres gruixos de rajola sustentades per bigues i pilars metàl·lics. Hi apareixen arrenglerades unes petites cúpules amb forma d'escafandre que il·luminen la nau afegida i uns contraforts de maó que sostenen les voltes.
L'antiga fàbrica queda separada de la nova escola Jujol a través d'un pati, on es troben els forns restaurats i la part baixa s'estintola per a donar transparència a les noves funcions, tot convertint-la en un gran espai cobert de jocs per a la canalla.